# Dieter Junige
Dieter Junige (* 13. November 1932) war Fußballspieler in der DDR-Oberliga. In der höchsten Spielklasse des DDR-Fußball-Verbandes spielte er für die Betriebssportgemeinschaft (BSG) Chemie Karl-Marx-Stadt und den SC Motor Karl-Marx-Stadt.

## Sportliche Laufbahn
Junige bestritt sein erstes Punktspiel für den damaligen Zweitligisten BSG Chemie Karl-Marx-Stadt am 20. September 1953 in der Begegnung des 1. Spieltages der DDR-Liga Motor Oberschöneweide – BSG Chemie (0:3). Bei seinem Einstand wurde er als rechter Läufer eingesetzt, und er behielt die Position im Wesentlichen auch bis zum Ende der über 26 Runden laufenden Saison, in der er 21 Spiele bestritt. Damit gehörte er zum Spielerstamm, der den Aufstieg in die DDR-Oberliga erkämpfte. Seinen Stammplatz behielt Junige auch in der ersten Oberligasaison der Karl-Marx-Städter, denn 1954/55 fehlte er nur in zwei der 26 Punktspiele. Im Gegensatz zur vorangegangenen Spielzeit wurde er als linker Verteidiger eingesetzt. Auf dieser Position begann er auch 1956 seine zweite Oberligasaison, die nun im Kalenderjahr-Rhythmus ausgetragen wurde und für Junige die Übernahme durch den neu gegründeten SC Motor Karl-Marx-Stadt mit sich brachte. Im Laufe der Saison hatte er zahlreiche Aussetzer, sodass er nur 17 Punktspiele absolvieren konnte. Die Spielzeit 1957 wurde zu Juniges letzter Saison beim Karl-Marx-Städter Klub. Er wurde nur noch sporadisch in der Abwehr eingesetzt, und bereits am 13. Spieltag bestritt er in der Partie Rotation Babelsberg – SC Motor (1:1) am 14. Juli 1957 als linker Abwehrspieler sein letztes Pflichtspiel für den Sportclub. Zwischen 1953 und 1957 war er in 69 Punktspielen eingesetzt worden, davon 48 in der Oberliga. Als defensiv orientierter Spieler erzielte kein Tor.